# Andreas Varga
Andreas Varga (* 6. Februar 1977 in Linz)  ist ein österreichischer Handballspieler.

## Karriere
Varga holte seine ersten Titel im Alter von 18 Jahren als Teil der ersten Mannschaft des ASKÖ Linde Linz. Mit den Oberösterreichern konnte der Rückraumspieler 1995/96 ein weiteres Mal das Double aus Meisterschaften und Cup gewinnen. Für die Linzer war er, mit einer Unterbrechung in Klagenfurt, bis zur Saison 1999/00 aktiv. Anschließend nahm ihn der Alpla HC Hard unter Vertrag. 2002 beendete der gebürtige Stahlstädter frühzeitig seine Anstellung bei den Vorarlbergern, um seinem ehemaligen Trainer Zoltan Cordas zum TV Suhr zu folgen. Nach nur einer Saison bei den Schweizern wechselte er zurück in die HLA zu Bregenz Handball. In seiner Zeit bei den Bregenzern konnte er jedes Jahr den Meistertitel und einmal das Double feiern. Außerdem nahm die Mannschaft wiederholt an der EHF Champions League teil und erreichte dabei mehrmals die Gruppenphase. 2010 verlängerten die Landeshauptstädter seinen Vertrag aufgrund einer geplanten Verjüngung des Teams nicht. Kurz darauf wurde er erneut vom HC Hard engagiert. Seine letzte Spielzeit bei den Hardern krönte Varga erneut mit dem Österreichischen Staatsmeistertitel, damit konnte er während seiner aktiven Karriere zehnmal diesen Titel gewinnen.

## HLA-Bilanz
| Saison    | Verein           | Spielklasse | Tore | 7-Meter    | Feldtore |
| --------- | ---------------- | ----------- | ---- | ---------- | -------- |
| 2008/09   | Bregenz Handball | HLA         | 45   | 5/6        | 40       |
| 2009/10   | Bregenz Handball | HLA         | 34   | 0/1        | 34       |
| 2010/11   | Alpla HC Hard    | HLA         | 52   | 0/0        | 52       |
| 2011/12   | Alpla HC Hard    | HLA         | 11   | 0/0        | 11       |
| 2008–2012 | gesamt           | HLA         | 142  | 5/7 (71 %) | 137      |